# Akihisa Mera

## Biografía
Akihisa Mera (米良明久 Mera Akihisa; nacido el 8 de septiembre de 1948; Nobeoka, Japón), mejor conocido como The Great Kabuki (ザ ・ グ レ ー ト ・ カ ブ キ Za Gurēto Kabuki), fue un luchador profesional japonés. Era famoso por ser el primero en soplar "niebla asiática" en las caras de sus oponentes.
Mera nació el 8 de septiembre de 1948 en Nobeoka, Japón. Comenzó a luchar en 1964 a la edad de 16 años para la Asociación de Lucha Libre Japonesa. Salió de Japón para competir en los Estados Unidos en la década de 1970. Desde allí luchó en todo el mundo, incluyendo All Japan Pro Wrestling, varios territorios de la National Wrestling Alliance -incluyendo Jim Crockett Promotions, Mid-South Wrestling, Mid-Southern Wrestling y World Class Championship Wrestling- bajo el nombre de Akihisa Takachihō. También usó el nombre de Yoshino Sato (con autorización de su mentor, el Yoshisato original, el ex sumotori Junzo Hasegawa, quien dirigió JWA durante sus últimos días), que luego se acortó al Sr. Sato (que no debe confundirse con Akio Sato, quien luego usó el apodo en otros territorios de los EE.UU.).

## Personaje Great Kabuki
Mera adoptó el personaje de Great Kabuki en World Class en 1981. El personaje fue creado por Gary Hart , basado en un viejo truco utilizado por el luchador filipino Rey Urbano, un ex compañero de Hasegawa en los Estados Unidos Kabuki mantuvo su cabello en una máscara que mantenía sus rasgos faciales ocultos en su mayoría; él también se pintó la cara. La historia decía que su rostro estaba marcado en una cama de brasas durante su infancia. Fue manejado por la mayoría de los mejores gerentes de tacones de los años setenta y principios de los ochenta, y con mayor frecuencia fue un tacón. Cuando era una cara de bebé, era muy impredecible y podía cambiar en cualquier momento, lo que lo convertía en un antihéroe o tweener. Kabuki tenía un ritual previo al partido de mostrar sus habilidades con el nunchaku que intimidaba a la mayoría de los oponentes. en WCCW se unió a H & H Limited mientras era administrado por Arman Hussein & Gary Hart y se identificó con Magic Dragon mientras trabajaba en su trabajo de solteros, pero resultó herido y en 1983 se unió a Devastation Inc. de Skandor Akbar.
Fue el primer luchador en soplar la niebla asiática en las caras de sus oponentes. Cuando Keiji Mutoh debutó en Jim Crockett Promotions como The Great Muta en marzo de 1989, Mutoh fue calificado, por el gerente Gary Hart, como el hijo de Kabuki debido a las similitudes en el estilo y el soplo de la niebla. En realidad no están relacionados.
Algunas de sus disputas fueron contra Jimmy Valiant , Scott Casey , Abdullah the Butcher, Dusty Rhodes , Toshiaki Kawada, Chris Adams, Genichiro Tenryu, Bruiser Brody y los Fabulous Freebirds . Las batallas de Kabuki contra Adams se anunciaron como la batalla de los superkicks, ya que el locutor Bill Mercer a menudo preguntaba qué patada era mejor: la superkick de Adams o la patada de empuje de Kabuki.
En julio de 1990, ganó el (World Tag Team Championship) con (Jumbo Tsuruta) , pero en cuestión de días, se unió a Tenryu para crear la promoción Super World of Sports. En 1992, se unió a la New Japan Pro Wrestling 's Heisei Ishin Un, hasta dejarlo en el año 1996. A partir de ahí pasó a ser uno de los co-fundadores de la IWA Japón.
Participó en un partido de la World Wrestling Federation (WWF) en 1994: el Royal Rumble, donde fue eliminado por Lex Luger después de ayudar a eliminar a The Undertaker en el partido anterior de la noche.
El personaje de Kabuki a veces sería retratado a principios de la década de 1980 por otro luchador, Magic Dragon (un luchador enmascarado con el que Kabuki se unió en WCCW). Nadie podría notar la diferencia cuando se hizo también. Esto sucedería principalmente en Japón, World Class Championship Wrestling , Jim Crockett Promotions y Georgia Championship Wrestling 1981 a 1984. También se hizo principalmente debido a los compromisos de Gary Hart con una promoción de que él y el verdadero Kabuki no querrían que se fueran a trabajar a otra parte debido a su poder de atracción. Gary Hart crearía esto como un trato para otros promotores que también querían a Kabuki para un espectáculo que harían. Magic Dragon como Kabuki siempre estaría sin Gary Hart y lo haría de esa manera hasta su muerte en 1987.

## El retiro de El Gran Kabuki
Kabuki se retiró en 1998. [2] Antes de ello, tuvo una serie de luchas de despedida. El 20 de julio, él sería el evento principal en el Tokyo Korakuen Hall en IWA Japón al asociarse con Kendo Nagasaki para luchar contra Keisuke Yamada y Shigeo Okumura; su último combate en el circuito independiente. El 8 de agosto se unió a The Great Muta para derrotar a Michiyoshi Ohara y Tatsutoshi Goto para New Japan Pro Wrestling , uno de los principales circuitos japoneses. (El gigante Baba no lo dejó retirarse en All Japan Pro Wrestling debido a su salto a SWS). El 7 de septiembre fue la gran final para Kabuki, cuando se unió con Terry Funk y Doug Gilbert para derrotar a Freddy Kruger, Leatherface Y Metal Face, simbólicamente su último combate con luchadores extranjeros .
El Gran Kabuki ha hecho varias apariciones en el ring para el proyecto Tenryu de promoción de Genichiro Tenryu. El último luchador estadounidense con el que trabajó en el ring fue One Man Kru dos semanas seguidas para Niigata Pro y FTO en noviembre de 2012.
Mera apareció en el video musical de una banda "The Emeralds" bajo su truco Great Kabuki.
El 4 de enero de 2015, Kabuki hizo una aparición especial para New Japan Pro Wrestling, participando en New Japan Rumble en el pre-show de Wrestle Kingdom 9 . Fue descalificado rápidamente al ingresar al ring debido al uso de la niebla asiática. Kabuki regresó un año después, participando en el Wrestle Kingdom 10 pre-show New Japan Rumble, donde nuevamente fue descalificado por usar la niebla.
Kabuki luchó su último partido en un show de Pro Wrestling Noah el 22 de diciembre de 2017, haciendo equipo con sus compañeros de equipo Heisei Ishin Un Shiro Koshinaka y Akitoshi Saito para derrotar a Go Shiozaki , Yoshinari Ogawa y Masao Inoue .

## Campeonatos y logros
- All Japan Pro Wrestling
  - All Asia Tag Team Championship (1 vez) – con Tomotsugu Kutsuwada
  - World Tag Team Championship (1 vez) – con Jumbo Tsuruta

- Central States Wrestling
  - NWA Central States Tag Team Championship (2 veces) – con Pak Song (1) & Killer Karl Kox (1)

- Championship Wrestling from Florida
  - NWA Florida Tag Team Championship (2 veces) – con Mr. Saito
  - NWA United States Tag Team Championship (Florida version) (2 veces) – con Mr. Saito

- Japan Wrestling Association
  - NWA United National Championship (1 vez)
  - 3rd World Tag League - con Seiji Sakaguchi

- Mid-Atlantic Championship Wrestling
  - NWA Television Championship (1 vez)

- Mid-South Wrestling Association
  - Mid-South Louisiana Heavyweight Championship (1 vez)

- National Wrestling Federation
  - NWF World Tag Team Championship (1 vez) - con Mitsu Arakawa

- NWA Los Angeles
  - NWA "Beat the Champ" Television Championship  (1 vez)

- NWA Mid-America
  - NWA Mid-America Heavyweight Championship (1 vez)

- Pro Wrestling Illustrated
  - PWI lo ubicó en el puesto n.º 154 de los 500 mejores luchadores individuales durante los "Años de PWI" en 2003.

- Tokyo Sports
  - Effort Award (1975)
  - Outstanding Performance Award (1983)
  - Popularity Award (1983)[1]

- World Championship Wrestling (Australia)
  - NWA Austra-Asian Tag Team Championship (1 vez) – con Hiro Tojo

- World Class Championship Wrestling
  - NWA American Heavyweight Championship (1 vez)
  - NWA Brass Knuckles Championship (Texas version) (2 veces)
  - NWA World Tag Team Championship (Texas Version) (1 vez) – con Chang Chung
  - WCCW Television Championship (1 vez)

- Western States Sports
  - NWA Western States Tag Team Championship (2 veces) – con Ricky Romero (1) & Akio Sato (1)

## Museo y Salón de la Fama de la Lucha Libre Profesional
El Salón de la Fama de la Lucha Libre Profesional (PWHF) y el Museo es un museo y salón de la fama de la lucha libre profesional estadounidense ubicado en Wichita Falls , Texas . El museo fue fundado por Tony Vellano en 1999, y anteriormente estuvo en Amsterdam, Nueva York y Schenectady, Nueva York . Su propósito es "preservar y promover la historia digna de la lucha libre profesional y consagrar y rendir homenaje a los luchadores profesionales que han promovido este pasatiempo nacional en términos de atletismo y entretenimiento". No está afiliado a ninguna promoción . Museo y Salón de la Fama de la Lucha Libre Profesional.